# Eriococcus mendozae
Eriococcus mendozae är en insektsart som beskrevs av Morrison 1919. Eriococcus mendozae ingår i släktet Eriococcus och familjen filtsköldlöss. Inga underarter finns listade i Catalogue of Life.